# اندالی
اندالی (به ایتالیایی: Andali) یک سکونتگاه مسکونی در ایتالیا است که در استان کاتانزارو واقع شده‌است.

## خصوصیات
اندالی ۱۷ کیلومترمربع مساحت و ۸۶۴ نفر جمعیت دارد و ۶۵۰ متر بالاتر از سطح دریا واقع شده‌است.